# Louis-François Pothée
Louis François Toussaint Pothée est un homme politique français né le 31 octobre 1742 à Montoire (Loir-et-Cher) et décédé le 3 avril 1819 au même lieu.
Négociant et échevin à Montoire, il est député du tiers état aux États généraux de 1789 pour le bailliage de Vendôme. Il siège dans la majorité. En septembre 1791, il est élu haut-juré pour le Loir-et-Cher.

## Sources
- « Louis-François Pothée », dans Adolphe Robert et Gaston Cougny, Dictionnaire des parlementaires français, Edgar Bourloton, 1889-1891 [détail de l’édition]